# Волков, Сергей Алексеевич
Сергей Алексеевич Волков (3 февраля 1965, Кохтла-Ярве) — советский и белорусский футболист, выступавший на всех позициях в поле.

## Биография
Взрослую карьеру начал в 16-летнем возрасте в «Текстильщике» (Камышин) в соревнованиях КФК. В ходе сезона 1981 года перешёл в «Ротор» (Волгоград) и стал победителем зонального и финального турниров второй лиги СССР, сыграв 13 матчей и забил один гол. После выхода «Ротора» в первую лигу потерял место в команде, сыграв только 2 матча за два с половиной года. После призыва в армию выступал сначала за «Звезду» (Городище), а затем был переведён в «Звезду» (Таллин). В Таллине также стал выступать за клуб второй лиги «Спорт», провёл в его составе пять сезонов в первенствах СССР и один сезон в чемпионате Прибалтики, сыграв за это время более 160 матчей. Участник футбольного турнира Спартакиады народов СССР 1986 года в составе юниорской сборной Эстонской ССР.
В сезоне 1992/93 играл в высшем дивизионе Эстонии за «Кеэмик» (Кохтла-Ярве), провёл 10 матчей и забил один гол, а его клуб занял седьмое место.
Дальнейшая судьба неизвестна.